# Energieunion
Mit der Energieunion (englisch Energy Union, Abkürzung: EU, französisch Union de l'Énergie) ist eine Vertiefung der nationalen Energie- und Verbundmärkte in den Mitgliedstaaten der Europäischen Union und eine Weiterentwicklung der Energiepolitik der Europäischen Union beabsichtigt. Die Energieunion wird auch als Energie- und Klimaunion (engl.: Energy Union and Climate; franz.: Union de l'énergie et climat) bezeichnet.

## Entwicklung

Die Slowakische EU-Ratspräsidentschaft setzte 2016 die Energieunion als priores Thema.

2008 wurde im Auftrag der Heinrich-Böll-Stiftung ein Konzept für eine Europäische Gemeinschaft für Erneuerbare Energie (ERENE) ausgearbeitet. Auf Initiative von Jacques Delors wurde in einer im März 2010 veröffentlichten Studie das Konzept für eine Europäische Energiegemeinschaft von Sami Andoura, Leigh Hancher und Marc van der Woude vorgestellt.
Der Anstoß zu einer Energieunion ist vor dem Hintergrund des russischen Kriegs gegen die Ukraine seit 2014 und der davon ausgelösten energiepolitischen Unsicherheiten vom ehemaligen polnischen Ministerpräsidenten Donald Tusk gekommen. Mit der Energieunion soll die Importabhängigkeit des europäischen Energiesektors abgebaut werden und damit die Versorgungssicherheit erhöht werden, daneben sollen ein integrierter Energiebinnenmarkt geschaffen, die Energieeffizienz gefördert, die CO2-Emissionen verringert und Forschung und Innovation gefördert werden. In den politischen Leitlinien des Kommissionspräsidenten Jean-Claude Juncker, vom 15. Juli 2014 wurde vorgesehen, die Energiepolitik Europas zu reformieren und neu zu strukturieren und eine neue europäische Energieunion zu schaffen:

„Ferner müssen wir den Anteil erneuerbarer Energie am Energiemix auf unserem Kontinent erhöhen. Dies ist nicht nur eine Frage verantwortlicher Klimaschutzpolitik, sondern auch industriepolitisch unumgänglich, wenn Energie auch mittelfristig erschwinglich sein soll. Ich glaube fest an das Potenzial ökologischen Wachstums. Deshalb möchte ich, dass die Energieunion Europas weltweit die Nummer eins bei den erneuerbaren Energien wird.“

Das Projekt war damit eine wichtige Säule und politische Priorität der Kommission unter Leitung von Jean-Claude Juncker. Die Slowakische EU-Ratspräsidentschaft 2016 hatte schon die Schaffung einer Energieunion als Priorität auf der Agenda. Bereits der Europäische Rat vom 19. bis 20. März 2015 hat sich mit der Schaffung einer Energieunion auseinandergesetzt.

## Ziele
Die Energieunion soll, basierend auf einer ehrgeizigen Klimapolitik, den Energiebinnenmarkt und die Zusammenarbeit innerhalb und außerhalb der EU vertiefen und erweitern und krisenfest ausgestalten sowie die Energieversorgungssicherheit, Nachhaltigkeit und Wettbewerbsfähigkeit langfristig stärken. Die Versorgung der Verbraucher in der EU – d. h. der Privathaushalte und Unternehmen – mit sicherer, nachhaltiger, auf Wettbewerbsbasis erzeugter und erschwinglicher Energie soll Priorität haben. „Die Verwirklichung dieses Ziels erfordert eine grundlegende Umstellung des europäischen Energiesystems“.
Die Energieunion soll sich zu einer, von der Nachfrage gesteuerten, dezentralisierten Energieversorgung entwickeln und von Energieimporten weitgehend unabhängig werden. Nationale Strategien und Regulierungsrahmen sollen vereinheitlicht werden. Gebiete, deren Energieversorgung isoliert ist, sollen integriert werden.

### Fossile Energiequellen

Anteil erneuerbarer Energien am Primärenergieverbrauch in der EU und einigen Nachbarstaaten im Jahr 2017:
n. a.
5–10 %
10–20 %
20–30 %
30–40 %
40–50 %
50–60 %
> 60 %

Wesentliches Ziel der Energieunion ist, die Wirtschaft aus der Fessel der Abhängigkeit von fossilen Brennstoffen zu lösen. Dabei ist die Abhängigkeit von fossilen Brennstoffen zu verringern und eine Diversifizierung der Versorgung (Energiequellen, Lieferanten und Versorgungswege) zu erreichen, ein Ziel, das die Europäische Union bereits seit der ersten Energiekrise 1973 verfolgt, bislang aber nicht erreicht hat. Die Abhängigkeiten wurden weitgehend nur von einem Energieträger zum anderen (z. B. Erdöl – Gas) und von einem Lieferanten zum anderen (z. B. OPEC – Russland bzw. Algerien) geändert.
Dabei ist jedoch eine Verringerung der Abhängigkeit von Erdgas bzw. Flüssiggas (LNG) derzeit noch kein aktuelles Thema, sondern lediglich die Verringerung der Abhängigkeit von einigen wenigen Staaten. Mit Stand 2014 importieren die EU-Staaten 53 % der von ihnen verbrauchten fossilen Energieträger von außerhalb der EU. Für diese Energieimporte geben die EU-Staaten pro Tag mehr als eine Milliarde Euro aus.
Die Kommission hält auch im Rahmen der Energieunion fest: Die „Öl- und Gasgewinnung aus nicht konventionellen Quellen (z. B. Schiefergas) in Europa ist eine Option, sofern mit Fragen der öffentlichen Akzeptanz und der Umweltauswirkungen angemessen umgegangen wird“.

### Atomenergie
Durch die Schaffung der Energieunion ist keine Abkehr von der Verwendung von Nuklearenergie in der Europäischen Union geplant oder auch nur angedacht. Wie bei fossilen Brennstoffen soll auch für Kernbrennstoffe die Versorgung diversifiziert werden. Es wird ausdrücklich auf die „technologische Führungsposition im Nuklearbereich“ verwiesen und auf den Kernfusions-Versuchsreaktor ITER.

### Erneuerbare Energie
Die Erneuerbare Energie hat im Rahmen der geplanten Energieunion einen maßgeblichen Anteil und Bedeutung. Die Kommission bezeichnet die Umstellung auf eine CO2-arme Wirtschaft als unumgänglich. Die Erneuerbare-Energien-Unternehmen in der EU verzeichneten 2014 einen Jahresumsatz von grob 130 Milliarden Euro und beschäftigten mehr als eine Million Menschen. 40 % aller Patente für Technologien zur Nutzung erneuerbarer Energien entfielen auf Unternehmen aus der EU. Diese weltweite Vorrangstellung soll erhalten bleiben.

## Strategie

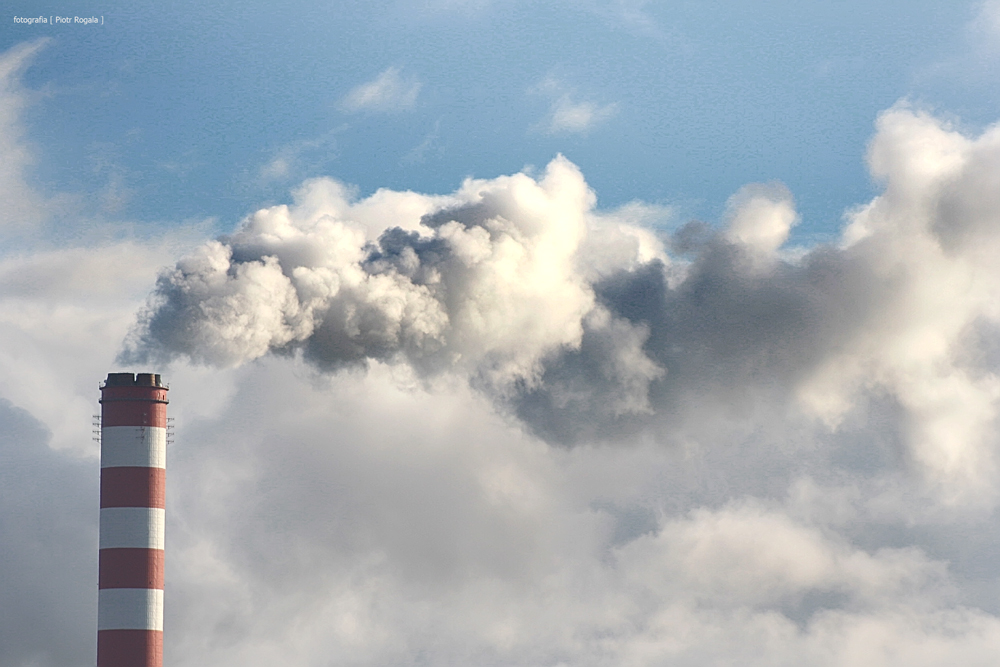
Reduktion der CO_{2}-Emissionen der Wirtschaft ist ein Schwerpunkt der Strategie

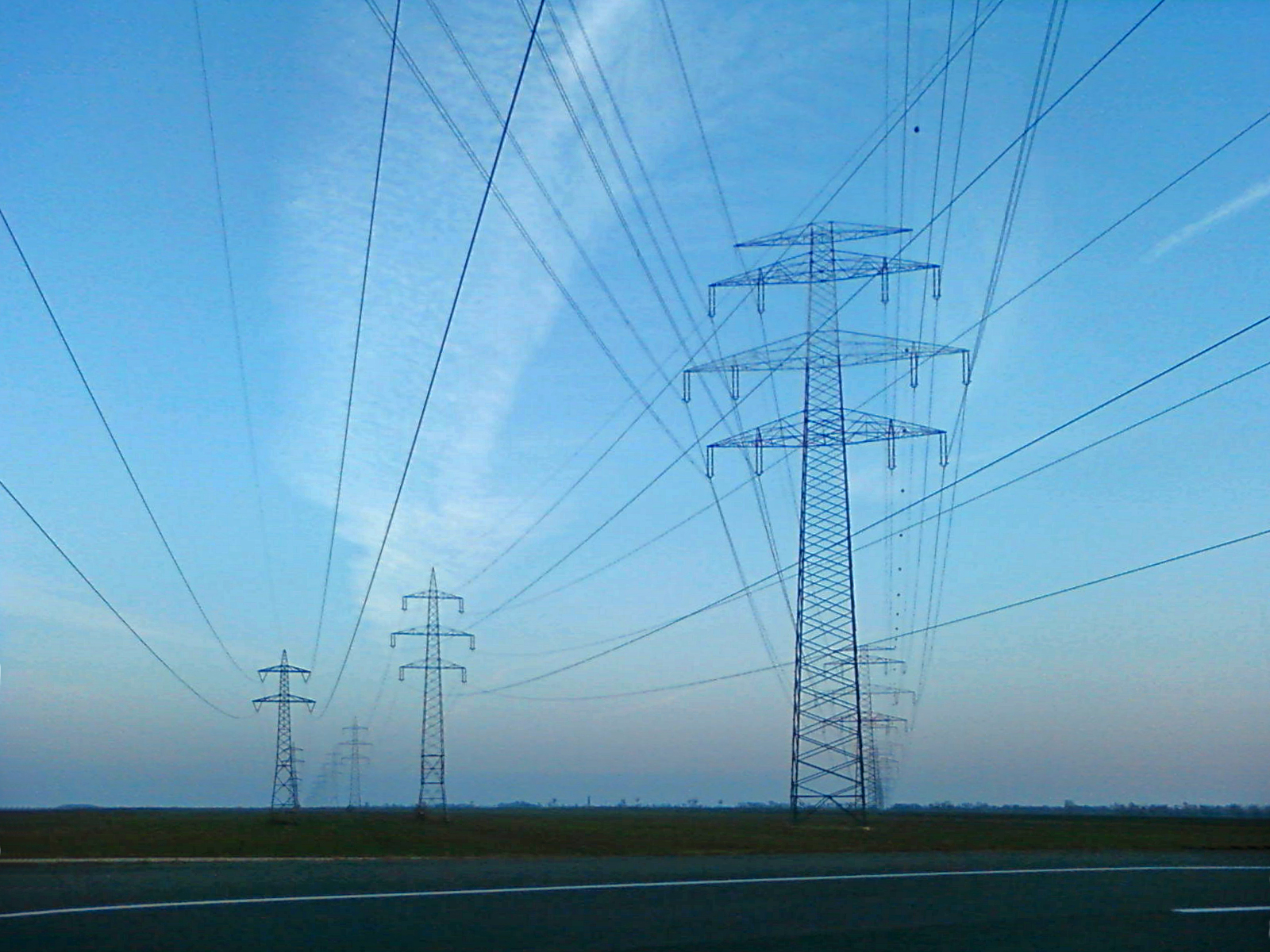
Ein Ausbau der europäischen Hochspannungsnetze zu einem gesamten Stromverbund dient der Versorgungssicherheit elektrischer Energie gerade auch im Hinblick auf den europaweiten Ausbau der Erneuerbaren Energien

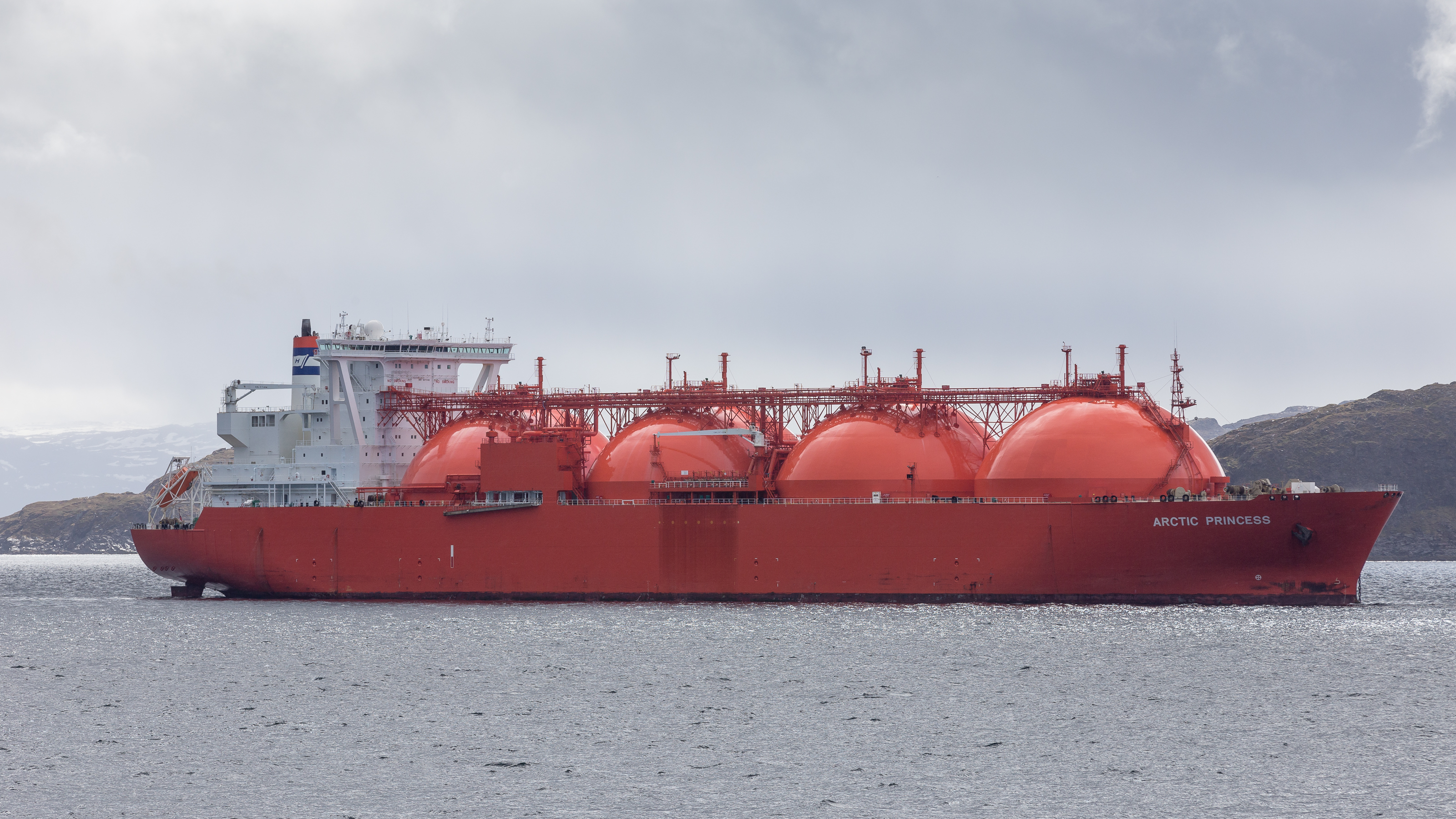
Die Diversifikation der Erdgaslieferungen auch mit Flüssigerdgas kann energiepolitisch Abhängigkeiten reduzieren.

### Dimensionen
Die Strategie der Energieunion wird in fünf eng miteinander verknüpften Dimensionen verfolgt, die sich gegenseitig verstärken sollen:
- Versorgungssicherheit (VersS),
- Energiebinnenmarkt (EBM): Ziel bis 2020 ist das Stromverbundziel: Einen Verbundgrad von mindestens 10 % ihrer vorhandenen Stromerzeugungskapazität zu erreichen. Das bedeutet, dass jeder Mitgliedstaat seine Stromleitungen so auslegen sollte, dass mindestens 10 % des in seinen Kraftwerken erzeugten Stroms grenzüberschreitend in Nachbarländer weitergeleitet werden kann.[19]
- Energieeffizienz (EE),[20]
- Verringerung der Treibhausgasemissionen (THG), insbesondere CO2-Emissionen der Wirtschaft und
- Stärkung der Forschung und Innovation (FuI) und der Wettbewerbsfähigkeit

Dabei sollen die Verwirklichung des Energiebinnenmarktes und Energieeffizienz die wichtigsten Grundlagen für die Energieversorgungssicherheit sein.
Diese Schwerpunkte basieren auf den Erkenntnissen, dass
- die EU im Jahr 2014 rund 53 % ihres Energieaufkommens für etwa 400 Milliarden Euro importiert und damit der größte Energieimporteur weltweit ist.[22]
- durch Energieeinsparungen in Höhe von 1 % die Erdgaseinfuhren um jeweils 2,6 % gesenkt werden könnten.[23] So seien 75 % des Gebäudebestands in der EU nicht energieeffizient, der Verkehr hänge zu 94 % von Erdölprodukten ab, von denen wiederum 90 % eingeführt werden.[24]
- bis 2020 mehr als 1 Billion Euro in den Energiesektor der EU investiert werden müssen.[25]
- die Großhandelspreise für elektrische Energie in den europäischen Ländern noch um 30 % über denen in den USA liegen und zwischen 2012 und 2013 diese für die Haushalte in der EU durchschnittlich weiter um 4,4 % gestiegen sind. Auch die Großhandelspreise für Gas seien immer noch mehr als doppelt so hoch wie in den USA.[26]

### Außenpolitik
Die Europäische Kommission sieht die Bildung einer Energieunion auch als Mittel der Außenpolitik, durch welche „die Europäische Union ihre Möglichkeiten zur Geltendmachung ihres Gewichts auf den globalen Energiemärkten verbessern“ kann. Wenn die entsprechenden Voraussetzungen erfüllt sind, will die Kommission erreichen, dass „die EU eine Neudefinition ihrer energiepolitischen Beziehungen zu Russland auf der Grundlage gleicher Ausgangsbedingungen in Bezug auf Marktöffnung, fairen Wettbewerb, Umweltschutz und Sicherheit zum gegenseitigen Nutzen beider Seiten“ prüft und ein Ausbau der strategischen Energiepartnerschaft mit der Ukraine erfolgt.

## Zeitplan
Mit der Rahmenstrategie für eine krisenfeste Energieunion vom 25. Februar 2015 hat die Kommission auch einen Zeitplan („Fahrplan für die Energieunion“) vorgestellt.  Im Zeitraum 2015 bis 2020 sind ehrgeizige Ziele formuliert, um die Versorgungssicherheit (VersS), einen Energiebinnenmarkt (EBM), Energieeffizienz (EE), die Verringerung von Treibhausgasemissionen (THG) und Stärkung von Forschung und Innovation (FuI) zu erreichen.

## ACER

Die Agentur für die Zusammenarbeit der Energieregulierungsbehörden (ACER, englisch: Agency for the Cooperation of Energy Regulators) soll ein Teil der Strategie zur Schaffung der Energieunion tragen. Dazu sollen deren Befugnisse erweitert und die Unabhängigkeit gestärkt werden, weil derzeit in der Europäischen Union zwar EU-weite Energievorschriften bestehen, in der Praxis jedoch 28 nationale Regulierungsrahmen existieren.

## Kritik
Die Schaffung einer europäischen Energieunion ist bereits vor der Vorstellung der grundsätzlichen Strategien auf Kritik gestoßen.
Der Wirtschaftsjournalist Daniel Wetzel kritisiert dieses Projekt als Mammutvorhaben, das es – angesichts der unterschiedlichen Interessen der Unionsmitgliedstaaten – ein Wunder bräuchte, um verwirklicht zu werden.